# Fadwa Souleimane
Pour les articles homonymes, voir Souleymane.
Fadwa Souleimane (également transcrit comme Fadwa Suleiman ou Fadwa Soliman ; en arabe : فدوى سليمان) est une actrice syrienne alaouite, militante et poétesse, née le 17 mai 1972 à Alep et morte le 17 août 2017 à Montfermeil,,,.
Elle participa à de nombreuses manifestations contre le régime de Bachar el-Assad à Homs et fut une figure de proue de la révolte syrienne de 2011-2012,,,,,.

## Biographie

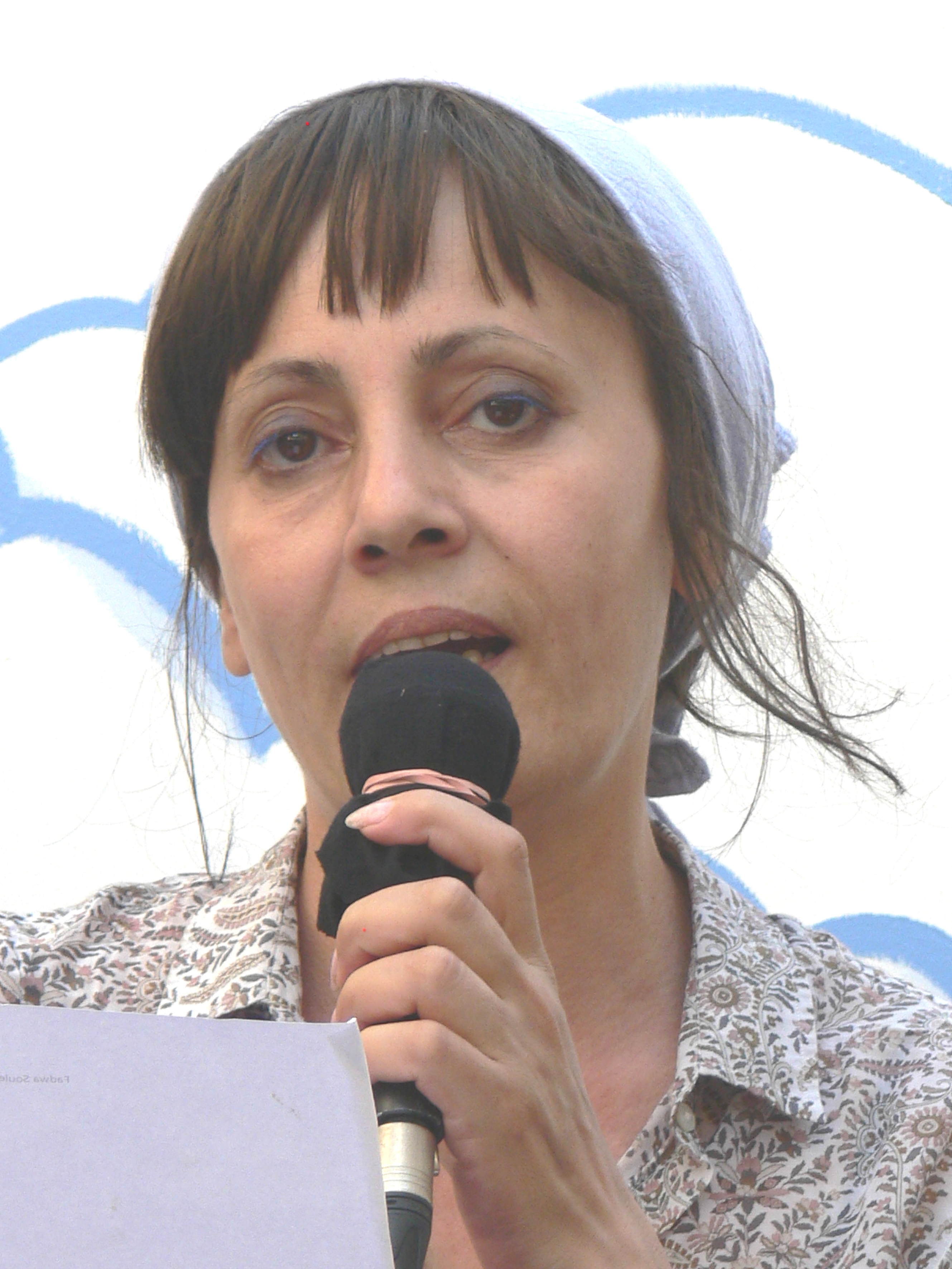
Fadwa Souleimane à Sète, en juillet 2017.

Née à Alep, Fadwa Souleimane s'installe à Damas pour suivre une carrière d'actrice. Elle joue dans plusieurs pièces de théâtre comme La Voix de Marie et Media, et dans une douzaine de séries télévisées, comme Les Mémoires de Abou Antar et Petites Dames. Elle joue aussi le rôle d'une professeur d'art dans un orphelinat dans Petits cœurs, une série télévisée diffusée sur plusieurs chaînes arabes. Elle a aussi joué dans une adaptation arabe de la pièce de théâtre Une maison de poupée d'Henrik Ibsen au théâtre Qabbani à Damas.

### Engagement dans la révolution syrienne
Dès le début de la révolte syrienne, le 15 mars 2011, et malgré le risque d'arrestation, Fadwa Souleimane est une des rares actrices qui protestent contre le gouvernement d'Assad. Sa participation aux manifestations est aussi pour elle une façon de contredire l'idée reçue que toute la communauté alaouite, qui représente 10 % de la population, soutient le gouvernement d'Assad. Souleimane s'oppose également à la version du gouvernement qui affirme que les manifestants seraient des islamistes ou des terroristes armés, d'autant qu'elle défend une vision totalement pacifiste de la révolution. Avec le joueur de football Abdel Basset Sarout, elle participe à des manifestations demandant le départ d'Assad.
Souleimane, dans ses discours, demande que les manifestations pacifiques continuent à travers le pays jusqu'à la chute d'Assad. « Les violences sectaires dans Homs auraient été pires si Fadwa Souleimane n'avait pas été là » affirme Peter Harling, un expert sur la Syrie du think tank International Crisis Group. 
Dans un message vidéo de novembre 2011, Fadwa Souleimane affirme que les forces de sécurité sont à sa recherche dans les quartiers de Homs et que des personnes sont battues pour les forcer à avouer où elle se cache. Par la suite, elle se coupe ses cheveux très court comme un garçon et se déplace de maison en maison pour échapper à ses poursuivants.

### Exil et décès
Depuis sa fuite avec son mari via le Liban, en 2012, elle résidait à Paris et avait le statut de réfugiée politique en France.
Elle meurt le 17 août 2017 à Montfermeil des suites d'un cancer,.

## Ouvrages
- Le Passage, Lansman, traduction de l'arabe par Rania Samara (2013)[19]
- À la pleine lune : poésie, le Soupirail, traduction de l'arabe par Nabil El Azan (2014)[20]
- Dans l'obscurité éblouissante, Poésie, Al Manar, traduction de l'arabe par Sali El Jam (Juin 2017).